# Nagy Mihály Krisztián
Nagy Mihály Krisztián (Siklós, 1992. június 20. –) labdarúgó.

## Külső hivatkozások
- adatlapja a transfermarkt.co.uk oldalon
- adatlapja a hlsz.hu oldalon